# 芒基希尔
芒基希尔（Monkey Hill）是加勒比海島國聖基茨和尼維斯聖基茨島聖彼得巴斯特尔區的一個城鎮，也是該區的首府和最大城鎮，位於該島東北部，2012年人口2,654人。